# 王義雄 (學者)
王義雄，中華民國（台灣）法學學者、政治人物，1986年曾代表民主進步黨在高雄市選區當選為第一屆第五次增額立法委員。
王義雄主張溫和的改革和關注弱勢群體的利益，在民進黨內缺乏志同道合者，因此於1987年退黨，當年11月另行組成工黨。王義雄也與顏坤泉組織台灣工聯會。
1989年底的三合一選舉中，工黨在立法委員與縣市長全軍覆沒，只當選一席高雄市議員。1992年，工黨提名許曉丹參選高雄市立法委員，仍告落敗，王義雄也為此負責而退出政壇。